# Heiligkreuzkirche (Hall in Tirol)

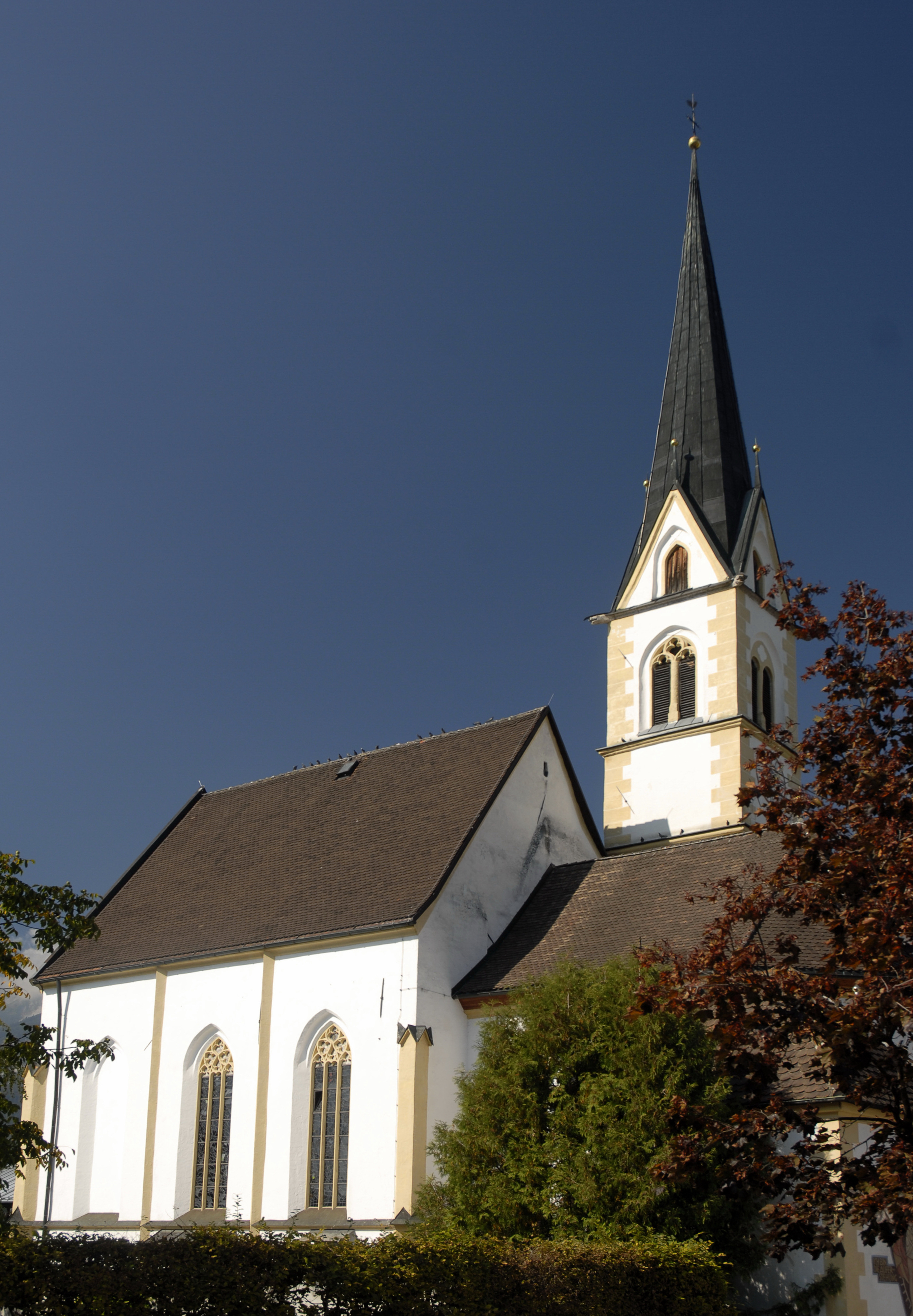
Außenansicht der Benefizialkirche Zum Heiligen Kreuz in Heiligkreuz, Hall in Tirol

Die römisch-katholische Benefizialkirche Zum Heiligen Kreuz (oft nur in ihrer Kurzform als Heiligkreuzkirche oder Kirche Heilig Kreuz bezeichnet) ist ein im Stil der Spätgotik errichtetes Kirchengebäude in Heiligkreuz, einem Stadtteil von Hall in Tirol in Österreich. Die Kirche ist dem Heiligen Kreuz geweiht und gehört als Filialkirche zur Pfarre St. Nikolaus Hall, die ihrerseits dem Dekanat Hall der Diözese Innsbruck angehört. Das Bauwerk steht unter Denkmalschutz (Listeneintrag).

## Geschichte
Der Bau der Heiligkreuzkirche geht laut Überlieferungen auf ein Kruzifix zurück, das im frühen 14. Jahrhundert in der Haller Au angeschwemmt und von den Bewohnern des Ortes Gampas (dem heutigen Heiligkreuz) geborgen wurde. Nachdem das Kreuz aufgerichtet und in einer eigens hierfür errichteten Kapelle aufgestellt wurde, entwickelte es sich im Laufe weniger Jahre zu einem Ort der Verehrung und Anbetung, das Wallfahrer von nah und fern anzog. Infolge des großen Pilgerandrangs wandelte sich mit der Zeit auch der Name des Dorfes, sodass die ursprüngliche Bezeichnung Gampas von der noch heute gültigen Ortsbezeichnung Heiligkreuz abgelöst wurde. Gegen Ende des 14. Jahrhunderts wurde der erste Kapellenbau durch ein größeres Kirchengebäude ersetzt, das 1373 bzw. 1420 erstmals urkundliche Erwähnung findet.
Die heutige Kirche im Stil der Spätgotik wurde wahrscheinlich um 1440 errichtet. Es wird angenommen, dass die Pläne für den Neubau auf Hans von Thaur zurückgehen, der ein Schüler des Haller Baumeisters Hans von Sewer war. Während die Heiligkreuzkirche über die Jahrhunderte äußerlich nur geringfügige Veränderungen erfuhr, wurde der Innenraum mit dem Wandel in der Architektur mehrfach umgestaltet. Erste Verschönerungsarbeiten, die zugleich mit einer Vergrößerung der Kirche einhergingen, wurden bereits gegen Ende des 15. Jahrhunderts vorgenommen. In jüngerer Zeit sind vor allem die umfassende Restaurierung der Kirche im Jahr 1966 und die Neugestaltung der Buntglasfenster im Langhaus durch Peter Prandstetter von 1971 bis 1977 hervorzuheben. Den Titel einer Benefizialkirche der Pfarre Hall trägt Heiligkreuz bereits seit dem Jahr 1690.

## Baubeschreibung
Die heutige Heiligkreuzkirche wurde im Stil der Spätgotik errichtet und gliedert sich in ein von Westen nach Osten ausgerichtetes dreijochiges Langhaus, einen im Osten daran anschließenden eingezogenen Chor mit Fünfachtelschluss sowie einen im Nordosten an das Langhaus angestellten Glockenturm. Die Kirche ist im Norden, Westen und Süden von einem Friedhof umgeben, der sie mit der Totenkapelle südöstlich des Hauptbaus verbindet. Drei spitzbogig gekehlte Eingangsportale im Norden, Westen und Osten führen in den Innenraum der Kirche. Dieser wird im Bereich des Langhauses von einem Spitztonnengewölbe mit Stichkappen und Netzgraten überfangen, der Chor weist ein Netzrippengewölbe auf.

## Ausstattung
Die Heiligkreuzkirche beherbergt in ihrem Inneren verschiedene Kunstwerke aus mehreren Bauepochen.
Aus der Zeit der Spätgotik und Renaissance sind vor allem die Fresken an den Innenwänden erwähnenswert, die im Rahmen der Restaurierungsarbeiten 1966 wiederentdeckt und 1972 restauriert wurden. Ein spätgotisches Wandgemälde am Triumphbogenpfeiler zeigt Mose bei der Mannalese, ein weiteres Gemälde an der nördlichen Triumphbogenwand von 1443 die Anbetung der Heiligen Drei Könige, ausgeführt in der Art der Brixner Schule. Die Nordwand des Langhauses ziert eine Darstellung der Heiligen Madonna umgeben von Heiligen (entstanden um 1440), seine Südwand Bilder der Heiligen Helena (15. oder 16. Jhd.) und des Martyriums des Heiligen Erasmus (16. Jhd.).
Die hölzerne Empore im Westen der Kirche wurde im 2. Viertel des 17. Jahrhunderts eingezogen. Ihre Brüstung trägt fünf Bildtafeln, die Legenden vom Forstenrieder Kreuz wiedergeben, eines spätromanischen Großkruzifixes in der Heiligkreuzkirche in Forstenried, einem Ortsteil von München. Das Kreuz soll für die Grafen von Andechs geschaffen worden sein, die das benachbarte Innsbruck gegründet hatten und denen auch die oberhalb von Heiligkreuz liegende Burg Thaur gehörte.
Von der Epoche der Neugotik zeugen noch heute der neugotische Hochaltar der Kirche sowie die Heiligenfiguren von Maria und Johannes, die nach Plänen des Nürnberger Architekten und Archäologen August Essenwein entworfen wurden und zusammen mit dem spätgotischen Altarkreuz der Kirche von 1498 eine Kreuzigungsgruppe bilden.
Zur Zeit der Moderne sind die Buntglasfenster von Heiligkreuz entstanden. Die drei nach Osten ausgerichteten Chorfenster wurden 1965/66 vom Tiroler Künstler Wilfried Kirschl neu gestaltet. Von 1971 bis 1977 fertigte der aus Heiligkreuz stammende Innsbrucker Künstler Peter Prandstetter neue Glaseinsätze für die übrigen Fenster an, die überwiegend im Langhaus verortet sind.
| Titel                 | Entstehungsjahr | Lage              | Kurzbeschreibung                                           |
| --------------------- | --------------- | ----------------- | ---------------------------------------------------------- |
| Große Mücke und Wolke | 1971            | Langhaus-Südwand  | Thematik: Erschaffung der Welt                             |
| Evangelistensymbol    | 1971            | Langhaus-Südwand  | Motiv: Löwe (Markus) und Stier (Lukas)                     |
| Spinnennetz           | 1973            | Langhaus-Westwand | Bedeutung: Schutz vor Unheil, Anspielung auf Marienlegende |
| Fenster des Todes     | 1974            | Langhaus-Nordwand | Motiv: Sensenmann und totes Insekt                         |
| Fenster des Lebens    | 1975            | Langhaus-Nordwand | Motiv: aufsteigender Schmetterling                         |
| Brennender Dornbusch  | 1976            | Chor-Südwand      | Motiv: Erste Begegnung des Mose mit JHWH                   |
| Kreuzfenster          | 1977            | Langhaus-Südwand  | Motiv: Kreuz auf Golgota                                   |

## Totenkapelle und Reimmichl-Grab
Die Fassade der Totenkapelle auf dem umliegenden Friedhof wird zur Straße im Osten hin dominiert von einem Sgraffito-Kunstwerk des Tiroler Künstlers Carl Rieder von 1964, das Jesus Christus als den Auferstandenen zeigt. Der Innenraum der Kapelle wurde zur Zeit der Neugotik umgestaltet und weist mehrere Kreuzweg-Darstellungen des Tiroler Malers Franz Xaver Pernlochner auf. Im Kontrast dazu steht das moderne Buntglasfenster, das anlässlich des Todes von Bürgermeister Josef Posch im Jahr 1998 vom Künstler Peter Prandstetter gestiftet und neu gestaltet wurde.
An der südlichen Außenwand des Langhauses befindet sich das Grab des Tiroler Volksdichters Sebastian  Rieger, besser bekannt unter seinem Pseudonym Reimmichl, der von 1914 bis zu seinem Tod 1953 an der Heiligkreuzkirche als Priester wirkte.

## Orgel
Die heutige Orgel der Kirche wurde 1767 von Johann Evangelist Feyrstein in Hall in Tirol gebaut und ist heute in einem neugotischen Prospekt untergebracht. Das Instrument wurde 1996 vom Orgelbauer Christian Erler in Schlitters restauriert und verfügt über acht Register, verteilt auf ein Manual und Pedal. Seine Disposition lautet:
| Manual C–c3 |                |       |
| 1.          | Gedackt        | 8′    |
| 2.          | Flauto Amabile | 8′    |
| 3.          | Prinzipal      | 4′    |
| 4.          | Flöte          | 4′    |
| 5.          | Flöte          | 2′    |
| 6.          | Quinte         | 1 ⁄3′ |
| 7.          | Mixtur III     | 1′    |

| Pedal C–a0 |         |     |
| 8.         | Subbass | 16′ |

- Koppeln: Direktkoppel Manual/Pedal

## Glocken
Das Geläut der Heiligkreuzkirche setzt sich aus den im Folgenden aufgeführten drei Glocken zusammen:
| Glockengießer   | Gussjahr | Tonlage |
| --------------- | -------- | ------- |
| Grassmayr       | 1947     | gis'    |
| Grassmayr       | 1970     | h'      |
| Volderer Gießer | 15. Jhd. | gis''   |